# Antônio José Gonçalves Fontes
Antônio José Gonçalves Fontes, primeiro e único barão de Rio Doce ComNSC (Rio de Janeiro, 8 de setembro de 1818 — Paris, 26 de setembro de 1888) foi um nobre brasileiro. Filho de José Gonçalves Fontes.
Cursou medicina pela Faculdade de Medicina do Rio de Janeiro, doutorando-se em 1840, após defender a tese "Hemorragia espontânea do encéfalo". Exerceu a medicina no Exército Brasileiro, tendo sido vereador no Rio de Janeiro. Integrou a Academia Nacional de Medicina de 1846 a 1888. Foi membro titular da Academia Nacional de Medicina, eleito em 1846. Foi vereador e presidente interino da Câmara Municipal do Rio de Janeiro.
Agraciado barão, foi também comendador da Imperial Ordem de Cristo, da Imperial Ordem da Rosa e da Ordem de Nossa Senhora da Conceição de Vila Viçosa, de Portugal.
O Diário do Comércio do dia 15 de novembro de 1889 noticia o sepultamento do cadáver do barão do Rio Doce no dia anterior, no cemitério de São Francisco de Paula. Na ocasião, celebrou-se concorrida missa de corpo presente. Morto em Paris, seu corpo veio embalsamado da Europa. 